# Kaya (Burkina Faso)
Kaya is een stad in Burkina Faso en is de hoofdplaats van de provincie Sanmatenga.
Kaya telde in 2006 bij de volkstelling 51.778 inwoners.
Sinds 1969 is de stad de zetel van het rooms-katholieke bisdom Kaya.